# Terebra babylonia
Terebra babylonia is een slakkensoort uit de familie van de Terebridae. De wetenschappelijke naam van de soort werd in 1822 voor het eerst geldig gepubliceerd door Jean-Baptiste de Lamarck.

## Beschrijving
Terebra babylonia heeft een lang en slank, taps toelopend schelpje met nauwelijks afgeronde windingen, die ongeveer 4,5 cm lang wordt. Bij volwassen slakken is de lengte 7 mm. Onder de naad loopt een band met op de eerste windingen twee rijen, later één rij langwerpige parels, begrensd door een diepe, spiraalvormige groef. De draad is voorzien van axiale strepen. De protoconch bestaat uit drie en een halve conische, licht convexe windingen met een gekerfde hechtdraad. Het schelp is vleeskleurig met oranjebruine strepen, een witte band langs de naad en een oranjebruine mond.

## Verspreiding
Terebra Babylonia komt voor in de Indo-Pacifische regio, van de Perzische Golf via China en Fiji tot aan Polynesië en Micronesië, vanaf de kust tot een diepte van ongeveer 200 meter.